# Agglutinazione intravascolare
L'agglutinazione intravascolare, anche nota con il termine in lingua inglese sludging, è un'agglutinazione di cellule del sangue che avviene all'interno del torrente circolatorio. Esse formano una massa semisolida all'interno dei vasi sanguigni che può arrivare ad impedire la circolazione. 
È un fenomeno che si manifesta generalmente nella seconda fase dello shock in seguito alla stasi ematica che interessa il letto vascolare. Una volta giunto a questa fase, l'evoluzione dello shock è inarrestabile e si arriva al collasso cardiocircolatorio.